# 魔法使的條件 太陽與風的坡道
《魔法使的條件 太陽與風的坡道》是魔法使的條件系列的第二作，於2003年12月在月刊Dragon Age連載至2006年2月的漫畫作品，漫畫版共發行5集。繁體中文版以《魔法使的條件 太陽與風坡道》的名義發行。

## 故事
本作的主角松尾波，是一個高校三年級的學生，雖然擁有魔法能力，可是沒一次能夠成功施法，某次小波遇上了來自橫濱的少年富永龍太郎，小波協助龍太郎修理機車，可以卻出了更壞的情況，其後，龍太郎轉校來到了小波的學校，並編排為同級，但是眾人很快發現到，龍太郎性格非常古怪，不願與人接觸，這個時候小波卻開始留意他……

## 內容
- 由於作品須要描述主角對魔法的疑惑，相對於前作，魔法的描述相對較少，除了魔法以外，還描寫了不少一般高校生遇到的麻煩，例如是唸完高校的出路，角色之間的戀愛問題，以及是家庭之間的問題。本作品與前作一樣，將作者群的興趣放進角色裡[1]，松尾波以及林田康平喜好攝影；松尾秀樹及富永龍太郎喜好機車。今集的作品在長崎作為舞台。

## 登場人物
松尾
故事中的主角，高中三年生（下列角色如沒說明的話，均與松尾同班），是3-A班的班長。雖然她擁有魔法能力，但是施法總是失敗，連魔法研修也沒有興趣參加，是一個很總是擔憂的少女。後來遇上了富永龍太郎，開始改變了她的想法，其後更喜歡龍太郎。喜好是攝影，但是只作自己的個人喜好。
富永龍太
來自橫濱的轉校生，雖然經常為到船廠打工而翹課，可是成績異常優良，在橫濱唸高校的時候，是田徑隊的成員。因為一次的交通意外，撞死了有名的棒球運動員，母親當場死亡，自此被跟妹妹到長崎生活，現時為該校的留級生，平時少說話，為了賠償對方家人的錢而煩惱。
森山理惠
松尾波的好友，總是為松尾波出頭而辯護，樣貌頗為接近男性。他喜歡的人是光明。志願是成為小學教師。
福山光
經常乘坐自行車上學校的家伙（設定中前往校園的山坡是非常斜），目標是成為三項全能的運動員，對小波有愛慕之意。
濱浦香代
平時的說話帶人挑釁性，擁有強大的號召力，不喜歡跟女性交朋友，經常以說話和行為欺負松尾波，曾煽動班中的學生投票給松尾波讓她當班長，不喜歡當市議員的父親，後來因為生活沉悶決定離開學校。
林田康
攝影部的成員，與小波在高一時已經認識，喜好是攝影，為人一點不擔憂。
渡邊千
松尾波的同學兼好友，為人比較細人和文靜。後來她發現了自己喜歡的是小波。
松尾秀
高校一年生，松尾波的弟弟，與富永龍太郎是好朋友（龍太郎第一個在長崎的朋友），其實還跟龍太郎打工。與千花是自小所認識。
富永
龍太郎的妹妹，似乎是因為之前母親的交通意外死亡使她無法說話，跟龍太郎搬到長崎後，經常在家裡附近的教會留連，興趣是畫畫。

## 漫畫單行本
書名以及ISBN台灣角川為準。
- 魔法使的條件 太陽與風の坡道（1） ISBN 9867427785
- 魔法使的條件 太陽與風の坡道（2） ISBN 9867299442
- 魔法使的條件 太陽與風の坡道（3） ISBN 986718940X
- 魔法使的條件 太陽與風の坡道（4） ISBN 9861740392
- 魔法使的條件 太陽與風の坡道（5） ISBN 9861741666

## 小說
ISBN書號以日本版為準，副題均為葡萄牙語。
- 魔法使的條件 太陽與風的坡道I Sauadae ISBN 4829118369
- 魔法使的條件 太陽與風的坡道II Esperanca ISBN 4829117338

## 註解
1. ↑  參考自單行本各集作者的Profile